# 파벨 마레시
파벨 마레시(체코어: Pavel Mareš, 1976년 1월 18일, 즐린 주 즐린 ~)는 체코의 전직 프로 축구 선수로, 현역 시절 수비수로 활약해 중앙이나 좌측을 맡았다. 그는 체코 1부 리그의 보헤미안스와 스파르타 프라하에서 활약했고, 러시아 프리미어리그의 제니트를 거치기도 했다.
마레시는 2002년부터 2006년까지 체코 국가대표팀 경기에 10번 출전했다. 그는 유로 2004에 참가해 자국의 준결승 진출에 일조했다. 마레시는 2006년 월드컵에도 체코 선수단 명단에 이름을 올려 독일로 가기도 했다.

## 클럽 경력

### 초기 경력
마레시는 체코 2부 리그의 스비트 즐린에서 활약하다가 1999년에 프라하로 둥지를 옮겼다. 그는 처음에 보헤미안스 소속으로 1999-2000 시즌에 1부 리그 무대를 경험했고, 보헤미안스 소속으로 2년 반을 활약하며 58번의 경기에 출전했다. 2001년 12월, 그는 스파르타 프라하로 이적했고, 입단 직후 직전에 떠난 수비수 블라디미르 라반트의 공백을 메우게 되었다. 마레시는 스파르타 프라하 이적 이후 치른 2번째 경기에서 발목 부상을 당해 포르투와의 챔피언스리그 경기에 출전할 기회를 날려버렸다. 2002년 12월, 스파르타는 러시아 제니트의 마레시 영입 제안을 거절했다. 그 와중에 제니트의 체코인 감독이자 그를 보헤미안스 시절에 지도했던 블라스티밀 페트르젤라는 그 달 말에 구단에 입장한 3번째 체코 선수가 되었다.

### 러시아 무대
마레시는 2003년부터 2006년까지 제니트에서 활약했다. 2003년 7월, 그는 2-2로 비긴 크릴리아 소베토프 사마라와의 경기에서 1호골을 기록했다. 상트페테르부르크에서 활약하던 당시 소속 구단은 2003년 러시아 프리미어리그 준우승을 거두고, 2005-06 시즌 UEFA컵 8강에 진출했다. 2006년 시즌, 마레시는 발목 부상을 당해 3월과 4월 경기 일정을 빠졌다. 같은 해 딕 아드보카트 감독이 제니트 지휘봉을 잡으면서, 마레시의 출전 기회는 현저히 줄어들었다. 2006년 8월, 마레시는 잉글랜드의 볼턴 원더러스에서 활약하는 계약을 맺은 것으로 보였지만, 완료하지 못했고, 그의 의료진은 의료 검진에서 탈락하여 실망했음을 알렸다. 2007년 1월, 그는 계약이 1년 남은 와중에도 제니트를 떠났다.

### 체코 무대 복귀
2007년 1월, 마레시는 스파르타 프라하와 2년 반짜리 계약을 맺고 복귀했고, 2006-07 시즌에 스파르타 소속으로 2번의 리그 경기에 출전했지만, 2007-08 시즌에는 출전하지 못했다. 그는 2008-09 시즌 전반기를 체코 2부 리그의 스파르타 2군에서 보냈는데, 같은 시기 주장 완장도 찼다. 그는 같은 리그의 비소치나 이흘라바로 시즌 도중에 이적했다. 이흘라바에서 6개월을 보내고 구단을 완전히 버리고 완전히 떠났는데, 그 사유로 체코 1부 리그 승격이 좌절된 데에 있었다. 이흘라바 시절, 부상으로 경기에 2번 출전하는데 그쳤다.
2009년 여름, 마레시는 빅토리아 지슈코프|빅토리아 지슈코프에 합류한 9명에 꼽혔는데, 소속 구단은 강등 직후 1부 리그 복귀를 고려하고 있었다. 이 이적이 성사되면서 전에 그를 지도했던 블라스티밀 페트르첼라와 재회했지만, 부상으로 인해 2009-10 시즌 전반기에 2경기 출전에 그쳤다. 이후 2010년, 마레시는 체코 4부 리그와 체코 4부 리그에서 활약했었다.

## 국가대표팀 경력
마레시는 2002년에 체코 국가대표팀 첫 경기를 치렀고, 이후 2004년 4월에 일본과의 친선경기를 앞두고 국가대표팀에 복귀했는데, 이 시점에서 2002년 2월에 키프로스 친선 대회 이후로 추가로 국가대표 경기에 출전하지 못했었다. 그는 유로 2004에서 체코를 대표로 출전해 준결승에 진출하는 성과를 냈다. 그가 이 대회에서 출전한 유일한 경기는 독일과의 조별 리그 경기로, BBC는 이 경기에 출전한 선수들을 "전형적인 체코 2군"으로 평했다. 마레시는 2006년 월드컵에도 체코 국가대표팀 일원으로 참가했지만, 한 경기도 출전하지 못했다. 그는 2002년부터 2006년까지 체코 국가대표팀 경기에 총 10번 출전했다.

## 경기 방식
마레시는 중앙 수비수나 좌측 수비수로 활약할 수 있다. 2006년 월드컵을 앞두고 체코 선수 명단에 이름을 올린 후, "로이터" 통신은 마레시를 "(마레크) 얀쿨로프스키의 믿음직한 후보지만, 공격 지원력이 떨어진다"라고 평했다.

## 사생활
마레시는 부모 인드르지슈카와 보후슬라프 사이에서 났다. 그는 형 얀과 유년 시절을 보냈다. 파벨 마레시의 아들 도미니크는 현재 파르두비체 소속이다.

## 경력 통계

### 국가대표팀
출처:
| 체코 국가대표팀 | 체코 국가대표팀 | 체코 국가대표팀 |
| 연도            | 출장            | 골              |
| --------------- | --------------- | --------------- |
| 2002            | 2               | 0               |
| 2004            | 5               | 0               |
| 2005            | 1               | 0               |
| 2006            | 2               | 0               |
| 합계            | 10              | 0               |